# Slag bij Adys
De Slag bij Adys werd gevochten in 255 v.Chr. tussen Carthago en een Romeins leger geleid door Marcus Atilius Regulus. De Carthagers hadden net een zware nederlaag geleden tegen Regulus, waarna ze vroegen om vrede, maar de Eerste Punische Oorlog ging verder omdat de vredesvoorwaarden te zwaar waren zodat de Carthagers liever wilden blijven vechten.

## Achtergrond
In 256 v.Chr. viel een Romeins leger onder leiding van de consuls Lucius Manlius Vulso en Marcus Atilius Regulus het Carthaagse vaderland in Afrika aan. De Romeinen konden al snel Clupea innemen, een stad op ongeveer 60 km van Carthago. Nadat ze verdedigingswerken voor de stad gemaakt hadden, 20.000 slaven en vee gestolen hadden, moest Vulso met het grootste deel van de vloot, waarbij alle troepentransporten, terugkeren naar Rome. Regulus moest blijven met 15.000 man infanterie en 500 man cavalerie.
De Carthagers hadden nu hun generaal Hamilcar en zijn 5.000 man infanterie en 500 man cavalerie teruggeroepen van Sicilië om zich bij de generaals Bostar en Hasdrubal te voegen. Het leger bestond uit huurlingen, Afrikaanse lichte infanterie, burgersoldaten, cavalerie en olifanten. Het Carthaagse leger wilde Adys verdedigen, dat nu belegerd werd door de Romeinen. Hoewel ze superieure cavalerie en olifanten hadden, namen de Carthagers positie op een heuvel om de vlakte goed te kunnen overzien. Het garnizoensleger was sterk verzwakt en gaf zich over.

## De slag
Omdat dat ze wisten dat de Carthagers er waren, stelden de Romeinen hun leger op rond de heuvel op onder de bescherming van het duister, en vielen van twee kanten aan bij zonsopgang. De Carthagers hielden even stand, en duwden het Romeinse legioen zelfs terug. Dit gat in de linie liet de olifanten en de Carthaagse cavalerie toe om te ontsnappen, maar ten slotte werd ook de infanterie verslagen en ook zij moesten vluchten. De Romeinen achtervolgden hen even en beroofden dan het vijandelijke kamp. Zonder weerstand te ondervinden, marcheerde het Romeinse leger verder naar Carthago.

## Nasleep
Dit verlies veroorzaakte grote onrust in Carthago. De Numidiërs rebelleerden tegen hun meester, Carthago, en vluchtelingen vloeiden de stad binnen. De grote toename van de bevolking leidde tot een vernietigd platteland en hierdoor een voedseltekort, en een uitbraak van een epidemie. Ondanks deze bedreigingen, hadden Regulus en zijn leger weinig kans om de stad in te nemen zonder versterking. Daarom wilden ze een vredesverdrag sluiten, maar Carthago weigerde.